# Psilogramma wannanensis
Psilogramma wannanensis is een vlinder uit de familie van de pijlstaarten (Sphingidae). De wetenschappelijke naam van de soort werd in 1990 gepubliceerd door Meng.